# Luna 9
Luna 9 (seria E-6; nume intern E-6 N. 13), a fost o misiune spațială fără echipaj uman din cadrul programului sovietic Luna. În ziua de 3 februarie 1966, Luna 9 a devenit prima navă spațială care a aselenizat lin și a transmis pe Pământ date fotografice.
Stația lunară automată care a reușit o aselenizare căreia oamenii i-ar fi putut supraviețui cântărea 99 kg. Ea a utilizat o parașută și a supraviețuit impactului ce a avut loc la o viteză de 15 metri/secundă (54 km/h). Ea era compusă dintr-un container închis ermetic, ce conținea echipamente radio, un dispozitiv de sincronizare, sisteme de control termic, aparatură științifică, sursele de alimentare cu energie, și un sistem de televiziune. Încărcătura Luna 9 a fost dusă pe orbita Pământului cu un vehicul A-2-E și a fost trimis apoi spre Lună de treapta a patra a rachetei, care s-a separat ulterior. Aparatul de zbor s-a separat de încărcătură la scurt timp înainte de aselenizare.
După aselenizarea ce a avut loc în Oceanus Procellarum la 3 februarie, cele patru petale, care acopereau jumătatea superioară a navei, s-au deschis spre exterior și au așezat nava pe suprafața lunară. Antenele controlate prin resorturi au intrat în poziția de funcționare, și sistemul de oglinzi rotative al camerei de televiziune, care funcționa rotindu-se și înclinându-se, a început să înregistreze date fotografice ale mediului lunar. Au fost transmise șapte sesiuni radio, totalizând 8 ore și 5 minute, precum și trei serii de imagini TV.
După ce au fost asamblate, fotografiile au format o imagine panoramică a suprafeței lunare înconjurătoare. În imagine apăreau pietrele din jur și se extindeau spre orizont la 1,4 km distanță de navă.
Din motive necunoscute, autoritățile sovietice nu au publicat imediat imaginile de la Luna 9. Observatorul Jodrell Bank, însă, care monitoriza nava, a observat, în schimb, că formatul semnalului este identic cu standardul internațional utilizat pentru transmiterea de imagini de redacțiile ziarelor. Daily Express a adus rapid la observator un receptor și imaginile transmise de Luna 9 au fost decodificate și publicate. BBC a speculat că proiectanții navei au montat pe sondă echipamente conforme cu standardele cu intenția de a facilita recepționarea imaginilor de Jodrell Bank.
Cu aceasta misiune, sovieticii au reușit o nouă premieră spectaculoasă în cursa spațială, și anume prima aselenizare reușită de un obiect artifial pe un alt corp ceresc. Luna 9 a reprezentat a douăsprezecea tentativă de aselenizare ușoară a sovieticilor și prima sondă spațială construită de biroul de proiectare Lavocikin, care avea ulterior să proiecteze și să construiască aproape toate navele interplanetare sovietice și rusești. Toate operațiunile anterioare aselenizării au decurs fără probleme, iar capsula sferică ALS de 58 de centimetri a aselenizat la ora 18:45:30 UTC în ziua de 3 februarie 1966 la vest de craterele Reiner și Marius în Oceanul Furtunilor (7°8' latitudine nordică și 64°22' longitudine vestică). După aproximativ cinci minute de la aselenizare, Luna 9 a început să transmită date spre Pământ, dar abia după șapte ore (după ce Soarele s-a ridicat la 7°) a început să transmită primele dintre cele nouă imagini (inclusiv cinci panorame) ale suprafeței Lunii. 
Acestea au fost primele imagini transmise de pe suprafața unui alt corp planetar. 
Detectorul de radiații, singurul instrument științific de la bord, a măsurat 30 milirazi (0,3 miligray) pe zi. Poate cea mai importantă descoperire a misiunii a reprezentat-o determinarea că un obiect străin nu se scufundă în praful lunar, și deci că solul lunar poate susține un aparat greu. Ultimul contact cu nava a avut loc la ora 22:55 UTC în ziua de 6 februarie 1966.